# Dinolestes
Dinolestes is een monotypisch geslacht van straalvinnige vissen uit de familie van dinolesten (Dinolestidae).

## Soorten
- Dinolestes lewini (Griffith & Smith, 1834)